# Anton Červ
Anton Červ, slovenski rimskokatoliški duhovnik in pisatelj, * 20. januar 1846, Koritnica, † 14. december 1891, Koritnica.

## Življenje in delo
Po posvečenju 24. januarja 1869, je bil več let spiritual v osrednjem semenišču v Gorici, potem cerkveni vodja na Sv. Gori nad Gorico. Bil je zelo izobražen in je slovel kot odličen cerkveni govornik. Objavil je tudi nekaj spisov: Opisal je trentarsko dolino (Glas, 1874), pod psevdonimom Job je objavil humorističen spis Časopisje na trdih kmetih (Soča, 1878). Drugi spisi: Črtice o ruski cerkvi (1889–1890); Sveta Gora pri Gorici (Zgodovina te božje poti, Gorica 1883); Sveta Gora pri Gorici (Nekaj zgodovinskih črtic o tej božji poti…, Gorica, 1883); Devetdnevnica k časti milostne Matere Božje na Sv. Gori pri Gorici (Gorica, 1883).